# Efecto adverso
 En medicina, un efecto adverso es un efecto dañino no deseado que resulta de un medicamento u otra intervención, como una cirugía. 
Un efecto adverso puede denominarse "efecto secundario", cuando se considera secundario a un efecto principal o terapéutico. Si resulta de una dosificación o procedimiento inadecuado o incorrecto, esto se llama un error médico y no una complicación. Los efectos adversos a veces se denominan "iatrogénicos" porque son generados por un médico/tratamiento. Algunos efectos adversos ocurren solo al comenzar, aumentar o suspender un tratamiento. 
El uso de un medicamento u otra intervención médica que esté contraindicada puede aumentar el riesgo de efectos adversos. Los efectos adversos pueden causar complicaciones de una enfermedad o procedimiento y afectar negativamente su pronóstico. También pueden llevar al incumplimiento de un régimen de tratamiento. Los efectos adversos del tratamiento médico provocaron 142,000 muertes en 2013, en comparación con 94,000 muertes en 1990 en todo el mundo.
El resultado perjudicial suele estar indicado por algún resultado como la morbilidad, la mortalidad, la alteración del peso corporal, los niveles de enzimas, la pérdida de la función o como un cambio patológico detectado a nivel microscópico, macroscópico o fisiológico. También puede estar indicado por síntomas reportados por un paciente. Los efectos adversos pueden causar un cambio reversible o irreversible, incluido un aumento o disminución de la susceptibilidad del individuo a otros productos químicos, alimentos o procedimientos, como las interacciones con otros medicamentos. 

## Clasificación
En términos de medicamentos, los eventos adversos pueden definirse como: 
"Cualquier evento médico adverso en un paciente o sujeto de investigación clínica a quien se le administró un producto farmacéutico y que no necesariamente tiene que tener una relación causal con este tratamiento".
En los ensayos clínicos, se hace una distinción entre un evento adverso y un evento adverso grave. En general, cualquier evento que cause la muerte, daños permanentes, defectos de nacimiento o que requiera hospitalización se considera un evento adverso grave. Los resultados de los ensayos a menudo se incluyen en el etiquetado de la medicación para proporcionar información tanto para los pacientes como para los médicos prescriptores. 
El término "que amenaza la vida" en el contexto de un evento adverso grave se refiere a un evento en el que el paciente estaba en riesgo de muerte en el momento del evento; no se refiere a un evento que hipotéticamente podría haber causado la muerte si fuera más grave.

## Sistemas de informes
En muchos países, la ley exige que los efectos adversos se informen, se investiguen en ensayos clínicos y se incluyan en la información del paciente que acompaña a los dispositivos médicos y medicamentos para su venta al público. Los investigadores en ensayos clínicos en humanos están obligados a informar sobre estos eventos en los informes de estudios clínicos. La investigación sugiere que estos eventos a menudo se informan de manera inadecuada en los informes públicos. Debido a la falta de estos datos y la incertidumbre acerca de los métodos para sintetizarlos, los individuos que realizan revisiones sistemáticas y metanálisis de intervenciones terapéuticas a menudo, sin saberlo, hacen demasiado hincapié en los beneficios para la salud. Para equilibrar el énfasis excesivo en los beneficios, los académicos han pedido informes más completos sobre los daños en los ensayos clínicos.

### Reino Unido
El Yellow Card Scheme es una iniciativa del Reino Unido dirigida por la Agencia Reguladora de Medicamentos y Productos para el Cuidado de la Salud (MHRA) y la Comisión de Medicamentos para el Hombre (CHM) para recopilar información sobre los efectos adversos de los medicamentos. Esto incluye todos los medicamentos con licencia, desde medicamentos que se venden con receta hasta medicamentos que se compran sin receta en un supermercado. El esquema también incluye todos los suplementos de hierbas y medicamentos sin licencia que se encuentran en los tratamientos cosméticos. Las reacciones adversas a los medicamentos (RAM) pueden ser informadas por varios profesionales de la salud, incluidos médicos, farmacéuticos y enfermeras, así como pacientes. 

### Estados Unidos
En los Estados Unidos se han construido varios sistemas de informes, como el Sistema de Información de Eventos Adversos a la Vacuna (VAERS), la Base de Datos de la Experiencia de Dispositivos de Instalaciones del Usuario y el Fabricante (MAUDE) y el Sistema de Monitoreo de Eventos Adversos Adversos a los Alimentos Especiales. MedWatch es el principal centro de informes, operado por la Administración de Alimentos y Medicamentos. 

### Australia
En Australia, los informes de efectos adversos son administrados por el Comité Asesor de Reacciones Adversas a los Medicamentos (ADRAC), un subcomité del Comité Australiano de Evaluación de Medicamentos (ADEC). La notificación es voluntaria, y ADRAC solicita a los profesionales de la salud que informen todas las reacciones adversas a sus medicamentos actuales de interés y las reacciones adversas graves a cualquier medicamento. ADRAC publica el Boletín de reacciones adversas a medicamentos de Australia cada dos meses. El programa de Uso de Medicamentos de Calidad del Gobierno tiene la tarea de actuar en este informe para reducir y minimizar la cantidad de efectos adversos evitables cada año. 

### Nueva Zelanda
La notificación de reacciones adversas es un componente importante de las actividades de farmacovigilancia de Nueva Zelanda. El Centro de Monitoreo de Reacciones Adversas (CARM) en Dunedin es el centro nacional de monitoreo de reacciones adversas de Nueva Zelanda. Recopila y evalúa informes espontáneos de reacciones adversas a medicamentos, vacunas, productos a base de hierbas y suplementos dietéticos de profesionales de la salud en Nueva Zelanda. Actualmente, la base de datos CARM contiene más de 80,000 informes y proporciona información específica de Nueva Zelanda sobre las reacciones adversas a estos productos, y sirve para apoyar la toma de decisiones clínicas cuando se piensa que los síntomas inusuales están relacionados con la terapia 

### Canadá
En Canadá, el informe de reacciones adversas es un componente importante de la vigilancia de productos de salud comercializados realizada por Health Products and Food Branch (HPFB) de Health Canada. Dentro de HPFB, la Dirección de Productos de Salud Comercializados dirige la coordinación y la implementación de prácticas de monitoreo consistentes con respecto a la evaluación de señales y tendencias de seguridad, y las comunicaciones de riesgo relacionadas con productos de salud comercializados regulados. 
MHPD también trabaja en estrecha colaboración con organizaciones internacionales para facilitar el intercambio de información. La notificación de reacciones adversas es obligatoria para la industria y voluntaria para los consumidores y los profesionales de la salud. 

### Limitaciones
En principio, se requiere que los profesionales médicos informen todos los efectos adversos relacionados con una forma específica de terapia. En la práctica, queda a criterio del profesional determinar si un evento médico está relacionado con la terapia. Por ejemplo, es probable que no se informe una fractura de pierna en un accidente de esquí en un paciente que años antes tomó antibióticos para la neumonía. 
Como resultado, los informes de efectos adversos de rutina a menudo pueden no incluir efectos sutiles y de largo plazo que, en última instancia, pueden atribuirse a una terapia.     
Parte de la dificultad es identificar la fuente de una queja. Un dolor de cabeza en un paciente que toma medicamentos para la influenza puede ser causado por la enfermedad subyacente o puede ser un efecto adverso del tratamiento. En pacientes con cáncer en etapa terminal, la muerte es un resultado muy probable y si el medicamento es la causa o un espectador a menudo es difícil de discernir. 

## Por situación

### Procedimientos médicos
La cirugía puede tener una serie de efectos nocivos o no deseados, como infección, hemorragia, inflamación, cicatrización, pérdida de la función o cambios en el flujo sanguíneo local. Pueden ser reversibles o irreversibles, y el médico y el paciente deben encontrar un compromiso entre las consecuencias beneficiosas o de salvamento de la cirugía frente a sus efectos adversos. Por ejemplo, una extremidad puede perderse debido a una amputación en caso de gangrena intratable, pero se salva la vida del paciente. Actualmente, una de las mayores ventajas de la cirugía mínimamente invasiva, como la cirugía laparoscópica, es la reducción de los efectos adversos. 
Otros procedimientos físicos no quirúrgicos, como la radioterapia de alta intensidad, pueden causar quemaduras y alteraciones en la piel. En general, estas terapias intentan evitar dañar los tejidos sanos mientras maximizan el efecto terapéutico. 
La vacunación puede tener efectos adversos debido a la naturaleza de su preparación biológica, a veces utilizando patógenos atenuados y toxinas . Los efectos adversos comunes pueden ser fiebre, malestar y reacciones locales en el sitio de vacunación. Muy raramente, hay un efecto adverso grave, como el eccema vaccinatum, una complicación grave, a veces fatal, que puede provocar personas con eccema o dermatitis atópica. 
Los procedimientos de diagnóstico también pueden tener efectos adversos, dependiendo en gran medida de si son invasivos, mínimamente invasivos o no invasivos . Por ejemplo, a menudo ocurren reacciones alérgicas a los materiales de radiocontraste, y una colonoscopia puede causar la perforación de la pared intestinal. 

### Medicamentos
Los efectos adversos pueden ocurrir como un efecto colateral o colateral de muchas intervenciones, pero son particularmente importantes en farmacología, debido a su uso más amplio, ya veces incontrolable, a través de la automedicación. Por lo tanto, el uso responsable de drogas se convierte en un tema importante aquí. Los efectos adversos, como los efectos terapéuticos de los fármacos, son una función de la dosis o los niveles de fármaco en los órganos diana, por lo que pueden evitarse o disminuirse mediante una farmacocinética cuidadosa y precisa, el cambio de los niveles de fármaco en el organismo en función del tiempo posterior a la administración. 
Los efectos adversos también pueden ser causados por la interacción del fármaco . Esto ocurre a menudo cuando los pacientes no informan a su médico y farmacéutico de todos los medicamentos que están tomando, incluidos los suplementos herbales y dietéticos. La nueva medicación puede interactuar de forma agonística o antagonista (potenciar o disminuir el efecto terapéutico deseado), causando una morbilidad y mortalidad significativas en todo el mundo. Pueden producirse interacciones entre medicamentos y alimentos, y los llamados "medicamentos naturales" utilizados en la medicina alternativa pueden tener efectos adversos peligrosos. Por ejemplo, los extractos de hierba de San Juan (Hypericum perforatum), un fitoterápico utilizado para el tratamiento de leve depresión se sabe que causan un aumento en las citocromo P450 enzimas responsables del metabolismo y la eliminación de muchos fármacos, por lo que los pacientes que lo toman son propensos a experimentar una reducción en los niveles sanguíneos de los medicamentos que toman para otros fines, como los medicamentos quimioterapéuticos contra el cáncer, los inhibidores de la proteasa para el VIH y los anticonceptivos hormonales . 
El campo científico de la actividad asociada con la seguridad de los medicamentos está regulado cada vez más por el gobierno y es una preocupación importante para el público, así como para los fabricantes de medicamentos . La distinción entre efectos adversos y no adversos es una tarea importante cuando se desarrolla y prueba un nuevo medicamento antes de comercializarlo. Esto se hace en estudios de toxicidad para determinar el nivel de efecto no adverso (NOAEL). Estos estudios se utilizan para definir la dosis que se utilizará en pruebas en humanos (fase I), así como para calcular la ingesta diaria máxima admisible. Las imperfecciones en los ensayos clínicos, como el número insuficiente de pacientes o la duración corta, a veces conducen a desastres de salud pública, como los de fenfluramina (el llamado episodio de fen-phen), la talidomida y, más recientemente, de la cerivastatina (Baycol, Lipobay). ) y rofecoxib (Vioxx), donde se observaron efectos adversos drásticos, como teratogénesis, hipertensión pulmonar, accidente cerebrovascular, cardiopatía, neuropatía y un número significativo de muertes, lo que provocó la retirada forzosa o voluntaria del medicamento del mercado. 
La mayoría de los medicamentos tienen una gran lista de efectos adversos no graves o leves que no excluyen el uso continuado. Estos efectos, que tienen una incidencia muy variable según la sensibilidad individual, incluyen náuseas, mareos, diarrea, malestar, vómitos, dolor de cabeza, dermatitis, boca seca, etc. Estos pueden considerarse una forma de reacción pseudoalérgica, ya que no todos los usuarios experimentan estos efectos; muchos usuarios no experimentan nada en absoluto. 
Los medicamentos contienen efectos secundarios, que es la razón por la que los anuncios publicitarios o publicidades ponen muchos descargos de responsabilidad sobre los síntomas no deseados después de tomar el(los) medicamento(s). 

#### Ejemplos con medicamentos específicos
- Aborto, aborto espontáneo o hemorragia uterina asociada con el misoprostol (Cytotec), una droga que induce el parto (este es un caso donde el efecto adverso se ha utilizado legal e ilegalmente para realizar abortos)[8]
- Adicción a muchos sedantes y analgésicos, como diazepam, morfina, etc.[9]
- Defectos de nacimiento asociados con la talidomida.
- Sangrado del intestino asociado con la terapia con aspirina[10]
- Enfermedad cardiovascular asociada con inhibidores de la COX-2 (es decir, Vioxx)[11]
- Sordera e insuficiencia renal asociada con gentamicina (un antibiótico)[12]
- Muerte, después de la sedación, en niños que usan propofol (Diprivan)[13]
- Depresión o lesión hepática causada por el interferón[14]
- Diabetes causada por medicamentos antipsicóticos atípicos (neurolépticos psiquiátricos)[15]
- Diarrea causada por el uso de orlistat (Xenical)[16]
- Disfunción eréctil asociada con muchos fármacos, como los antidepresivos[17]
- Fiebre asociada con la vacunación[18][19]
- Glaucoma asociado a gotas oculares a base de corticosteroides[20]
- La quimioterapia contra el cáncer, la leucemia, etc. puede causar pérdida de cabello y anemia[21]
- Dolor de cabeza después de la anestesia espinal[22]
- Hipertensión en usuarios de efedrina, lo que llevó a la FDA a eliminar el estado de los suplementos dietéticos de los extractos de efedra[23]
- Insomnio causado por estimulantes, metilfenidato (Ritalin), Adderall, etc.[24]
- Acidosis láctica asociada con el uso de estavudina (Zerit, para terapia contra el VIH)[25] o metformina (para la diabetes)[26]
- Manía causada por los corticosteroides[27]
- Daño hepático por paracetamol[28]
- El melasma y la trombosis asociados con el uso de anticonceptivos hormonales que contienen estrógeno, como la píldora anticonceptiva oral combinada[29][30]
- Priapismo asociado con el uso de sildenafil[31]
- Rabdomiólisis asociada con estatinas (medicamentos contra el colesterol)[32]
- Convulsiones causadas por la abstinencia de benzodiacepinas[33]
- Somnolencia o aumento del apetito debido al uso de antihistamínicos. Algunos antihistamínicos se usan explícitamente en las ayudas para dormir porque causan somnolencia.[34]
- Accidente cerebrovascular o ataque cardíaco asociado con sildenafil (Viagra), cuando se usa con nitroglicerina
- Suicidio, mayor tendencia asociada al uso de fluoxetina y otros antidepresivos inhibidores de la recaptación de serotonina (ISRS)
- Disquinesia tardía asociada con el uso a largo plazo de metoclopramida y muchos medicamentos antipsicóticos[35]

## Controversias
A veces, los efectos adversos médicos putativos se consideran controversiales y generan discusiones acaloradas en la sociedad y juicios contra los fabricantes de medicamentos. Un ejemplo es la reciente controversia sobre si el autismo estaba vinculado a la vacuna MMR (o por tiomersal, un conservante a base de mercurio usado en algunas vacunas). No se ha encontrado ningún vínculo en varios estudios grandes, y a pesar de la eliminación del timerosal de las vacunas hace una década, la tasa de autismo no ha disminuido como se esperaría si hubiera sido el agente causal.
Otro caso son los posibles efectos adversos de los implantes mamarios de silicona, que llevaron a cientos de miles de litigios contra fabricantes de implantes a base de gel, debido a las denuncias de daños al sistema inmunológico que aún no se han probado de forma concluyente.
Debido al impacto extremadamente alto en la salud pública de los medicamentos ampliamente utilizados, como la anticoncepción hormonal y la terapia de reemplazo hormonal, que pueden afectar a millones de usuarios, incluso las probabilidades marginales de efectos adversos de naturaleza grave, como el cáncer de mama, han llevado al público Protestas y cambios en la terapia médica, aunque sus beneficios superaron ampliamente los riesgos estadísticos. 